# Double Bass (album)
Double Bass est un album studio des bassistes de jazz Niels-Henning Ørsted Pedersen et Sam Jones enregistré en 1976 et sorti sur le label danois SteepleChase.

## Pistes
1. "Falling in Love With Love" (Lorenz Hart, Richard Rodgers) - 6:20
2. "A Notion" (Albert Heath) - 5:38
3. "Giant Steps" (John Coltrane) - 3:43
4. "I Fall in Love Too Easily" (Jule Styne, Sammy Cahn) - 6:16
5. "Miss Morgan" (Sam Jones) - 6:17
6. "Au Privave" (Charlie Parker) - 5:44
7. "Yesterdays" (Jerome Kern, Otto Harbach) - 4:59
8. "Little Train" (Heitor Villa-Lobos) - 5:20
9. "A Notion" [Alternate Take] (Heath) - 5:10
10. "Miss Morgan" [Alternate Take] (Jones) - 5:58

## Artistes
- Niels-Henning Ørsted Pedersen, Sam Jones - Contrebasse
- Philip Catherine - guitare
- Billy Higgins - Batterie
- Albert Heath - percussion (tracks 2, 4, 8 & 9)